# Квартијере Сармацано (Милано)
Квартијере Сармацано је насеље у Италији у округу Милано, региону Ломбардија.
Према процени из 2011. у насељу је живело 902 становника. Насеље се налази на надморској висини од 86 м.